# 宮ノ内村
宮ノ内村（みやノうちむら）は、福岡県山門郡にあった村。現在の柳川市の一部。

## 地理
- 河川：沖端川[1]

## 歴史
- 1889年（明治22年）4月1日 - 町村制の施行により、山門郡江曲村、藤吉村、今古賀村、下百町村、蒲船津村、正行村、高畑村が合併して村制施行し、宮ノ内村が発足[1][2]。
- 1907年（明治40年）3月20日 - 山門郡川北村、川辺村、垂見村と合併し三橋村を新設して廃止された[1][2]。

## 交通
- 1907年 - 国道（現国道443号）開通[1]